# Marlers
Marlers é uma comuna francesa na região administrativa de Altos da França, no departamento de Somme. Estende-se por uma área de 3,93 km². Em 2010 a comuna tinha 145 habitantes (densidade: 36,9 hab./km²).